# Liste der Flughäfen in Belarus

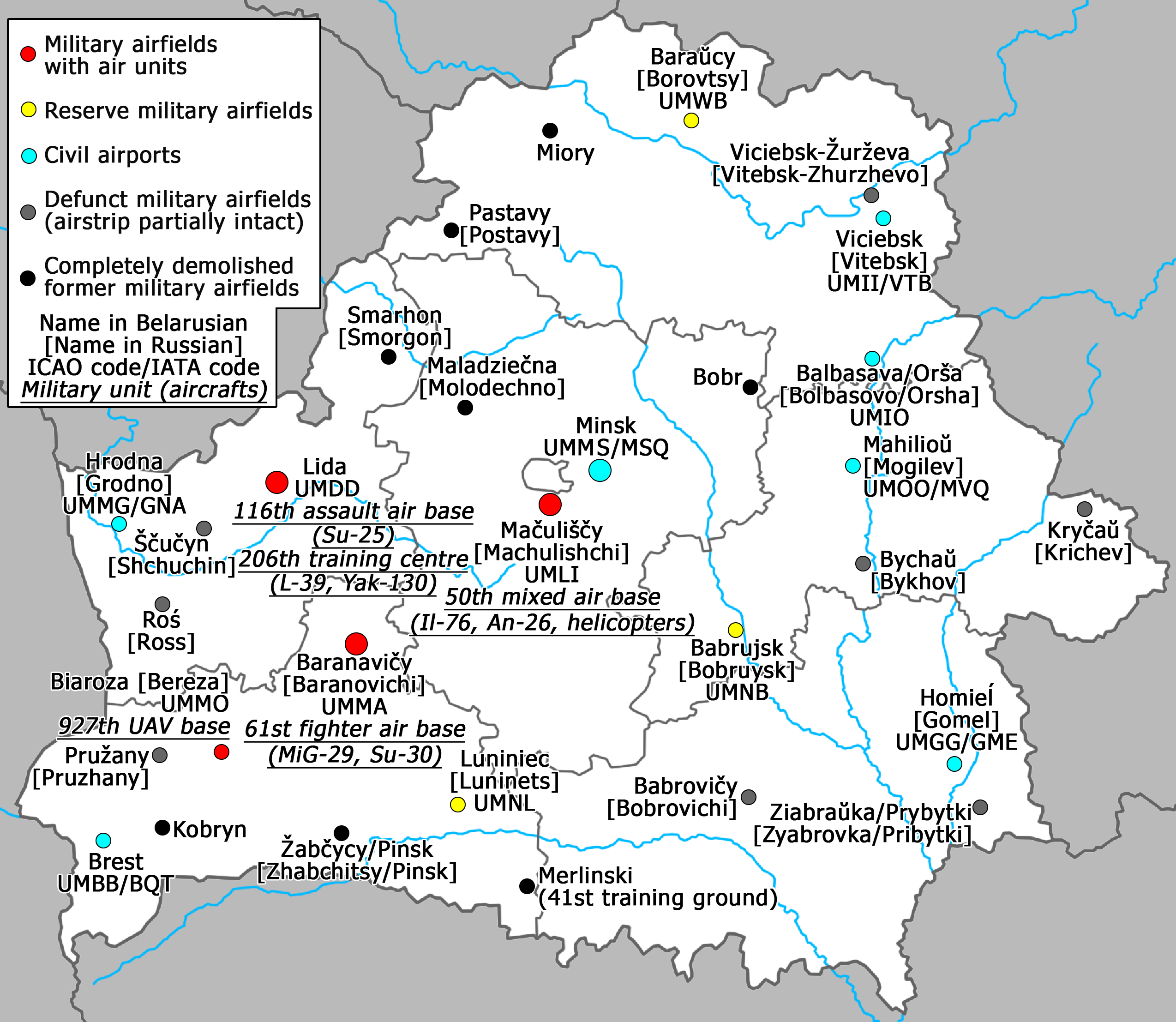
Zivile und militärische Flughäfen

Die Liste der Flughäfen in Belarus sortiert nach Orten.
| Stadt    | ICAO-Code | IATA-Code | Passagiere       | Name des Flughafens        |
| -------- | --------- | --------- | ---------------- | -------------------------- |
| Brest    | UMBB      | BQT       | 18.078 (2019)    | Flughafen Brest            |
| Homel    | UMGG      | GME       | 45.000 (2013)    | Flughafen Homel            |
| Hrodna   | UMMG      | GNA       | 16.000 (2018)    | Flughafen Hrodna           |
| Minsk    | UMMS      | MSQ       | 2.497.631 (2023) | Nationaler Flughafen Minsk |
| Mahiljou | UMOO      | MVQ       |                  | Flughafen Mahiljou         |
| Polazk   |           |           |                  | Flughafen Polazk           |
| Wizebsk  | UMII      | VTB       |                  | Flughafen Wizebsk          |

Die fett markierten Flughäfen bieten Linienflüge an.